# سالوادور لوریا
سالوادور لوریا (انگلیسی: Salvador Luria؛ زاده ۱۳ اوت ۱۹۱۲ – درگذشته ۶ فوریهٔ ۱۹۹۱) یک دانشمند در زمینه زیست‌شناسی مولکولی اهل ایتالیا بود. که بعدها شهروند ایالات متحده شد. او در سال ۱۹۶۹ به همراه ماکس دلبروک و آلفرد هرشی جایزه نوبل فیزیولوژی یا پزشکی را برای اکتشافاتشان در مورد مکانیزم تکثیر و ساختار ژنتیکی ویروس‌ها دریافت کرد. سالوادور همچنین نشان داد که مقاومت باکتریایی به ویروس‌ها (فاژها) بطور ژنتیکی به ارث می‌رسد.   